# ایگیل آیده
ایگیل آیده (انگلیسی: Egil Eide؛ ۲۴ اوت ۱۸۶۸ – ۱۳ دسامبر ۱۹۴۶) هنرپیشه و کارگردان فیلم‌های صامت اهل کشور نروژ بود. وی در بین سال‌های ۱۹۱۳ تا ۱۹۳۵ در ۱۸ فیلم بازی کرد.